# With Roots Above and Branches Below
| Críticas profissionais | Críticas profissionais |
| Avaliações da crítica  | Avaliações da crítica  |
| Fonte                  | Avaliação              |
| ---------------------- | ---------------------- |
| allmusic               | [ 1 ]                  |

With Roots Above and Branches Below é o terceiro álbum de estúdio da banda norte-americana de metalcore The Devil Wears Prada, lançado em 5 de maio de 2009.

## Faixas
Todas as faixas compostas por Mike Hranica.
1. "Sassafras" — 3:16
2. "I Hate Buffering" — 3:05
3. "Assistant to the Regional Manager" — 3:37
4. "Dez Moines" — 4:04
5. "Big Wiggly Style" — 4:13
6. "Danger: Wildman" (com Trevor Wentworth de Our Last Night) — 4:01
7. "Ben Has a Kid" — 3:57
8. "Wapakalypse" — 3:44
9. "Gimme Half" — 4:21
10. "Louder Than Thunder" — 2:37
11. "Lord Xenu" — 3:26

## Desempenho nas paradas musicais
| Parada musical (2009)               | Posição |
| ----------------------------------- | ------- |
| Estados Unidos - Christian Albums   | 1       |
| Estados Unidos - Independent Albums | 1       |
| Estados Unidos - Billboard 200      | 11      |

## Créditos
- Mike Hranica — Vocal
- Jeremy DePoyster — Guitarra rítmica, vocais limpos
- Chris Rubey — Guitarra
- Andy Trick — Baixo
- James Baney — Teclados, sintetizador, piano
- Daniel Williams — Bateria, percussão